# Szaven-Pahlavuni Izabella ciprusi régensné
Szaven-Pahlavuni Izabella (1276. január 12./1277. január 11.– Szisz, Kis-Örményország (Kilikia), 1323. április 9. előtt/május), örményül: Զապել Հայաստանի (Zabel), amely az Erzsébet örmény megfelelője, franciául: Isabelle d'Arménie, görögül: Ισαβέλλα της Αρμενίας. Örmény királyi hercegnő, Ciprus régensnéje. II. Konstantin örmény király anyja és V. Leó örmény király nagyanyja. Szaven-Pahlavuni Mária bizánci császárné, valamint II. Hetum, I. Torosz, IV. Szempad, I. Konstantin és I. Osin örmény királyok nővére, akik közül IV. Szempaddal ikertestvérek voltak. A Szaven-Pahlavuni-dinasztia hetumida királyi ágának a tagja. A kilikiai Örmény Királyság trónjának örökösnője, amelyre vonatkozó jogait a fiaira ruházta át.

## Élete
Apja II. Leó (1236–1289) örmény király, I. Izabella és I. Hetum örmény királyok elsőszülött fia. Édesanyja Küra Anna (–1285) lamproni úrnő, IV. Hetumnak (1220 körül–1250), Lampron urának a lánya. 1293. január 7-én vagy 1294. január 6-án feleségül ment Lusignan Amalrik (1270/72–1310) ciprusi királyi herceghez, Türosz urához. Férje 1306. április 26-án elmozdította a ciprusi trónról a bátyját, II. Henriket, Ciprus királyát, és Amalrik régensként kormányozta Ciprust. Egyetlen lányukat, a 12 éves Máriát 1305-ben vagy 1306-ban Izabella unokaöccséhez, III. Leó örmény királyhoz adták feleségül, de Mária királyné rövidesen megözvegyült, miután férjét 1307. november 7-én meggyilkolták. Mária még a szülei életében, 1309-ben meghalt. 1310. június 5-én Amalrik herceget meggyilkolták, és ezért 1311-ben Izabella hercegnő a gyerekeivel örmény hazájába tért vissza. Guido fiát 1317-ben Konstantinápolyba küldte a húga, Szaven-Pahlavuni Mária (1278–1333) bizánci császárné udvarába.  Két kisebbik fiát, János és Bohemond (1307/09–1344) hercegeket 1322-ben Rodoszra küldte az Ispotályosokhoz.
A trónöröklés szerint Türoszi Amalrik még életben maradt fiainak kellett volna örökölnie a trónt az elsőszülöttség rendjében, de Amalrik fiait száműzték Ciprusról, így nem foglalhatták el a ciprusi trónt, mely így 1324-ben, II. Henrik halála után Amalrik és II. Henrik elhunyt ifjabb öccsének, az idősebb Lusignan Guidónak a fiára, Lusignan Hugóra szállt, aki IV. Hugó néven lett Ciprus királya.
Izabella hercegnőt 1323. április 9-e előtt (vagy májusban) meggyilkolták az örmény fővárosban, Sziszben. Még élő fiai közül Izabella unokaöccse, IV. Leó (1308/09–1341) örmény király 1326-ban Örményországba hívta unokatestvérét Jánost. IV. Leó örmény király 1341. augusztus 28-án történt meggyilkolása után Lusignan János a régens tisztét töltötte be Örményországban, és mivel IV. Leó felesége, Aragóniai Konstancia örmény királyné, II. Frigyes szicíliai királynak és Anjou Eleonóra nápolyi királyi hercegnőnek a lánya, valamint II. Henrik ciprusi királynak az özvegye másodszorra is meddőnek bizonyult, amivel az örmény királyi ház, a Szaven-Pahlavuni-dinasztia Hetumida vonala férfi ágon kihalt, így a női ágat hívták meg az örmény trónra Izabella fiának, Lusignan Guidónak a személyében, aki II. Konstantin néven foglalta el a trónt. Izabella gyermekei és leszármazottai képviselték a Lusignan-ház örmény ágát. Második és egyben utolsó király ebből az ágból II. Konstantin unokaöccse és Izabella unokája, V. Leó volt.

## Gyermekei
- Férjétől, Lusignan Amalrik (1270/72–1310) ciprusi és jeruzsálemi királyi hercegtől, Ciprus régensétől, Türosz urától, 6 gyermek:
  - Mária (Ágnes/Amiota) (1293/94–1309) ciprusi királyi hercegnő, örmény királyné: (1306–1307), férje III. Leó (1289–1307) örmény király, gyermekei nem születtek
  - Hugó (1293/94–1318/23) ciprusi királyi herceg, felesége Ibelin Échive (1270/75–1324 után), Saint-Nicolas úrnője, Gauthier de Dampierre-sur-Salon özvegye, Ibelin Fülöpnek, Ciprus hadsereg-főparancsnokának a lánya
  - Henrik (1294/95–1322/23) ciprusi királyi herceg, nem nősült meg, gyermekei nem születtek
  - Guido (1297/1300–1344) ciprusi királyi herceg, II. Konstantin néven örmény király: (1342–1344), 1. felesége, Kantakuzéna N. (–1330/32) bizánci úrnő, nem születtek gyermekei, 2. felesége, Szürgiannaina Teodóra (1300 körül–1347/49) bizánci úrnő, 2 gyermek, többek között:
    - Lusignan Izabella (1333/1335–1387 után) örmény és ciprusi királyi hercegnő, férje Kantakuzénosz Mánuel (1326 körül–1380), Morea despotája, VI. (Kantakuzénosz) János bizánci császár fia

  - János (1306/07–1343) ciprusi királyi herceg, Örményország régense: (1341–1342), felesége N. N., 1 fiú+2 természetes fiú, többek között:
    - (Házasságon kívüli kapcsolatából): Lusignan Leó (1342–1393), V. Leó néven örmény király: (1374–1375), felesége Soissons Margit (1345/50–1379/1381) ciprusi úrnő, 1 leány+3 természetes fiú, többek között:
      - (Házasságoából): Lusignan Mária (1374–1381) örmény királyi hercegnő

  - Bohemond (1307/09–1344) ciprusi királyi herceg, Korikosz ura, felesége Neghiri Eufémia (1326–1377/1381),[3] III. Konstantin örmény király húga, a házasságából nem születtek gyermekei, 1 természetes fiú:
    - (Házasságon kívüli kapcsolatából): Lusignan Bertalan (1344 előtt – 1374 után), Örményország régense: (1373–1374)